# GSAT-19
GSAT-19 ist ein kommerzieller Kommunikationssatellit der indischen Raumfahrtbehörde ISRO.
Er wurde am 5. Juni 2017 um 11:58 UTC mit der ersten GSLV-Mark-III-Trägerrakete vom Raketenstartplatz Satish Dhawan Space Centre in eine geostationäre Umlaufbahn gebracht.
Der dreiachsenstabilisierte Satellit ist mit 4 Ku-Band- und Ka-Band-Transpondern (8 Ausleuchtbereiche im Ku-Band und 2 Hub-Ausleuchtbereiche im Ka-Band mit zwei 2,0-m- und einer 1,4-m-Antenne) ausgerüstet. Er wurde auf Basis des Satellitenbusses I-3K der ISRO gebaut und besitzt eine geplante Lebensdauer von 10 Jahren. Die Hauptaufgabe des Raumfahrzeugs ist in erster Linie ein Technologietest, um neue Systeme für den Einsatz auf zukünftigen indischen Kommunikationssatelliten zu testen. Zu den zu testenden Technologien gehören mehr miniaturisierte Formen von Wärmeaustauschern, die für eine bessere thermische Regelung des Satelliten dienen sollen, sowie mikroelektromechanische Beschleunigungsmesser (MEMS) und Faseroptik-Gyroskope, die die Positionsbestimmung des Satelliten verbessern sollen. Ebenfalls an Bord von GSAT-19 ist das Geostationary-Strahlungsspektrometer (GRASP), das geladene Partikel in der Umgebung des Satelliten erfassen wird. Dies soll dazu beitragen, die Wirkung dieser Partikel auf den Satelliten und seiner elektrischen Systeme zu bestimmen.